# Rosensallat
Rosensallat (även radicchio eller rosésallat), Cichorium intybus var. foliosum, är en odlad form av arten cikoria. Den är en bladgrönsak med röda blad och bildar salladshuvuden av liten storlek.

## Beskrivning
Denna bladgrönsak är en sortgrupp av cikoria, klassad som Rosensallat-gruppen. De starkt skålade bladen har röd eller bronsaktig färg, medan bladnerverna är vita. Sallatshuvudena är små.

## Användning
Rosensallat har en något eller kraftigt bitter smak. Därför bör den (för att mildra smaken) helst användas tillsammans med andra bladgrönsaker. Den är även god att servera som varmt tillbehör till exempelvis kött- eller fiskrätter och kan även användas som dekoration. Grönsaken är flitigt använd i Italien, där den är känd som radicchio.

## Näringsinnehåll
100 gram rosensallat innehåller 12 kcal, 13 mg C-vitamin. Dessutom finns en viss mängd karotin.

## Olika namn och sorter
Den här odlade växten är känd under många namn. På svenska kallas den ibland även radicchio, rossisallat, rosésallat och julsallat. Flera odlingssorter finns, inklusive Giulio.